# オスカル・エスカンドン
オスカル・エスカンドン（Oscar Eduardo Escandón Berrío、1984年7月10日 - ）は、コロンビアのプロボクサー。トリマ県イバゲ出身。元WBA世界スーパーバンタム級暫定王者。元WBC世界フェザー級暫定王者。世界2階級制覇王者。

## 来歴
2004年アテネオリンピックフライ級(51kg)で出場したがこの大会で銅メダルを獲得するルスタムホッツァ・ラヒモフに15-25の判定で敗れ2回戦で敗退した。
エスカンドンは2006年に行われた南アメリカ競技大会のバンタム級部門で銀メダルを獲得した実績を持つ。

### プロ時代
2008年6月6日、ルイス・メザを相手にプロデビューを果たし、4回判定勝ちで白星でデビューを飾った。
2009年12月11日、ガブリエル・マルチネスと対戦し初回2分47秒KO勝ち。
2010年7月30日、エディソン・バレンシア・ディアスと対戦し、番狂わせの5回2分25秒TKO勝ち。
2011年2月5日、マヌエル・デ・ロス・レイエス・ヘレーラと対戦し2回1分45秒KO勝ち。
2011年3月25日、ルイス・フェリペ・クゥアドラドとWBCラテンアメリカバンタム級王座決定戦を行い、3回KO勝ちで王座獲得に成功した。
2011年10月15日、後のWBA世界フェザー級王者ヘスス・クエジャルと対戦し7回に右フックでダウンを奪うと、そのままレフェリーストップ。7回2分59秒TKO勝ちでクエジャルに初黒星を付けた。
2012年3月30日、タデウ・アルメイダ・パントハと対戦し2回2分38秒TKO勝ち。
2013年3月16日、パナマシティのメガポリス・コンベンション・センターでWBCラテンアメリカフェザー級暫定王座決定戦をハビエル・コロナドと対戦し、初回1分51秒TKO勝ちで王座獲得に成功した。
2013年8月10日、パナマシティのメガポリス・コンベンション・センターでネオマール・セルメニョとWBA世界スーパーバンタム級暫定王座決定戦を行い、プロ初黒星となる12回1-2(111-117、116-113、113-115)の判定負けを喫し王座獲得に失敗した。
2013年12月27日、WBAはWBA世界スーパーバンタム級暫定王者のネオマール・セルメニョとWBAスーパーバンタム級2位のオスカル・エスカンドンに対し、120日以内に指名試合として再戦するよう指令を出した。2014年1月15日までに試合に関する契約を交わすことも義務付けた。
2014年5月31日、ラスベガスのトロピカーナ・ホテル・アンド・カジノでヨアンドリス・サリナスとWBA世界スーパーバンタム級暫定王座決定戦を行う予定だったが、同年4月19日にスコット・クィッグとネオマール・セルメニョの間で行われる予定だった王座統一戦がセルメニョにイギリスへの入国ビザが下りなかったため入国出来ずに試合8日前に中止となり暫定王座が空位にならなくなった為、試合が中止になった。
2014年12月9日、WBAはネオマール・セルメニョが2013年8月10日にオスカル・エスカンドンに勝利しスーパーバンタム級暫定王座を戴冠してから15カ月以上防衛戦を行っておらず、暫定王者は180日以内に防衛戦を行わなければいけないという規定に基づきセルメニョから王座を剥奪し、WBA世界スーパーバンタム級2位のオスカル・エスカンドンとWBA世界スーパーバンタム級5位のタイソン・ケーブとの間暫定王座決定戦を行うと発表した。
2014年12月11日、カリフォルニア州テメキュラのペジャンガ・リゾート&カジノでタイソン・ケーブとWBA世界スーパーバンタム級暫定王座決定戦を行い、12回2-1（117-111、115-113、113-115）の判定勝ちを収め王座を獲得した。ESPNはこの試合を2014年度の年間最高に判定が盗まれた試合に選ばれた。
2015年1月17日、WBAはエスカンドンをスーパーバンタム級1位にランクインした。
2015年4月18日、カリフォルニア州スタブハブ・センター・テニスコートで、アンドルー・フォンファラVSフリオ・セサール・チャベス・ジュニアの前座でWBA10位のモイセス・フローレスと対戦し、12回1-2（2者が112-116、115-113）の判定負けで初防衛に失敗し王座から陥落した。
2015年5月16日、WBAはエスカンドンをスーパーバンタム級6位にランクインした。
2015年9月7日、WBCはエスカンドンを世界フェザー級12位にランクインした。
2015年11月14日、ザ・ジョイントでWBC世界フェザー級王者のゲーリー・ラッセル・ジュニアと対戦し2階級制覇を目指す予定だったが、同月2日のスパーリング中にラッセル・ジュニアが顔をカットしたため中止になった。この試合の中止を受け、同月4日にWBCはWBC世界フェザー級1位でシルバー王者のロビンソン・カステジャノスと暫定王座決定戦を行うよう指令を出した。
2016年3月5日、ワシントンD.C.のDCアーモリーでルイス・オルティスvsトニー・トンプソンの前座でWBC世界フェザー級1位でWBC世界フェザー級シルバー王者のロビンソン・カステジャノスとWBC世界フェザー暫定王座決定戦を行い、7回2分59秒KO勝ちを収め2階級制覇を達成した。
2016年4月13日、WBCはエスカンドンを2016年4月度の月間優秀選手賞に選出した。
2017年2月28日、同年3月11日にメリーランド州オクソン・ヒルのMGMナショナル・ハーバー内ザ・シアターにて正規王者のゲーリー・ラッセル・ジュニアと王座統一戦を行う予定だったが、エスカンドンがトレーニング中に負傷し試合は延期となった。
2017年5月20日、メリーランド州オクソン・ヒルのMGMナショナル・ハーバー内ザ・シアターにて正規王者のゲーリー・ラッセル・ジュニアと延期となっていた王座統一戦を行い、7回59秒TKO負けを喫し王座統一に失敗、エスカンドンが1年2ヵ月保持していた暫定王座は正規王座に吸収される形で消滅した。
2017年6月8日、WBCはエスカンドンをWBC世界フェザー級9位にランクインした。

## 獲得タイトル
- WBCラテンアメリカバンタム級王座
- WBCラテンアメリカフェザー級暫定王座
- WBA世界スーパーバンタム級暫定王座（防衛0）
- WBC世界フェザー級暫定王座（防衛0）